# 潘鑑 (正統進士)
潘鑑（1411年—？），字庶瞻，江西吉安府安福縣人，民籍。明朝政治人物。進士出身。

## 生平
江西鄉試第三十五名。正統七年（1442年）壬戌科會試第九十五名，殿試登進士第二甲第十七名。

## 家族
曾祖父潘景嶽，曾任任安福州判。祖父潘晦初。父亲潘多吉。